# Abe Messiah 2003
Abe Messiah 2003 är ett musikalbum från den nyzeeländska TV-serien The Tribe
Denna CD har alla låtar från det första albumet, men med fyra nya. Det innehåller även musikvideor av låtarna; Abe Messiah, You Belong To Me, och This Is The Place.

## Låtlista
1. "Banging The Drum" – 3:25
2. "You Belong To Me" – 3:51
3. "This Is The Place" – 3:57
4. "Spinning" – 3:51
5. "Urban Guerrilla (Instrumental)" – 5:46
6. "Beep Beep" – 3:34
7. "I Can't Stop" – 3:12
8. "Everywhere You Go" – 3:23
9. "Abadeo" – 3:33
10. "Abe Messiah" – 4:27
11. "Tribe Spirit" - 3:55
12. "Reflections (Instrumental)" – 2:13
13. "Day In The Urban Jungle (Instrumental)" – 6:34
14. "The Dream Must Stay Alive" – 3:29